# Alcea dissecta
Alcea dissecta là một loài thực vật có hoa trong họ Cẩm quỳ. Loài này được (Baker f.) Zohary mô tả khoa học đầu tiên năm 1963.